# Brother's Gonna Work It Out
Brothers Gonna Work It Out è un album compilation del duo big beat inglese The Chemical Brothers, contenente varie tracce di altri artisti mixate dal duo. È stato pubblicato il 22 settembre 1998. La copertina presenta un'immagine della Chiesa della Madonna di Fatima Harlow, nel Regno Unito.
La citazione "Brothers gonna work it out" deriva da un brano di Willie Hutch ed è anche presente nel brano "Leave Home" dei Chemical Brothers stessi.

## Tracce

### Traccia 1 - Durata: 10:53
- Willie Hutch – "Brothers Gonna Work It Out"
- The Chemical Brothers con Justin Warfield – "Not Another Drugstore (Planet Nine Mix)"
- The Chemical Brothers – "Block Rockin' Beats (The Micronauts Mix)"
- On the House – "This Ain't Chicago"
- The Jimmy Castor Bunch – "It's Just Begun"

### Traccia 2 - Durata: 9:13
- Kenny 'Dope' Gonzales|Kenny Dope presenta The Powerhouse Three – "Makin' a Living"
- Badder Than Evil – "Hot Wheels (The Chase)"
- Unique Three – "The Theme (Unique Mix)"
- Love Corporation – "Gimme Some Love" – 9:13

### Traccia 3 - Durata: 15:37
- The Micronauts – "The Jazz"
- The Serotonin Project – "Sidewinder (312 vs 216 Stomp Mix)"
- Carlos "After Dark" Berrios – "Doin' It After Dark (D-Ski's Dance)"
- Freestyle Express|Freestyle – "Don't Stop the Rock"
- Metro L.A. – "To a Nation Rockin"

### Traccia 4 - Durata: 14:51
- The Chemical Brothers – "Morning Lemon"
- Meat Beat Manifesto – "Mars Needs Women"
- Renegade Soundwave – "Thunder"
- DBX – "Losing Control"
- Dubtribe Sound System – "Mother Earth"

### Traccia 5 - Durata: 18:21
- Barry De Vorzon and Perry Botkin, Jr. – "The Riot"
- The Ultraviolet Catastrophe – "Trip Harder"
- Manic Street Preachers – "Everything Must Go (Chemical Brothers Remix)"
- Spiritualized – "I Think I'm in Love (Chemical Brothers Vocal Remix)"